# Bad Company (jeu vidéo)
Pour les articles homonymes, voir Bad Company.
 (décembre 2018).
Si vous disposez d'ouvrages ou d'articles de référence ou si vous connaissez des sites web de qualité traitant du thème abordé ici, merci de compléter l'article en donnant les références utiles à sa vérifiabilité et en les liant à la section « Notes et références ».
Bad Company est un jeu vidéo de type shoot them up développé par Vectordean et édité par Logotron Entertainment en 1990 sur Atari ST et Amiga.

## Système de jeu
Bad Company est un jeu de tir dans le même style que Space Harrier (1985), si ce n'est que le personnage avance en marchant. Le joueur contrôle un personnage visualisé de derrière dans des décors en perspective 3D. Le but du jeu est de progresser jusqu'à la fin du niveau, un simple “couloir” en ligne droite, en éliminant les vagues d'extraterrestres belliqueux qui déferlent à l'horizon. Le personnage initie l'avancée dans le décor (il peut même revenir un peu en arrière) mais son champ d'action se limite à la largeur de l'écran (et à quelques pas en profondeur sur le devant de la scène).
Le jeu comprend quatre niveaux à la difficulté progressive (directement accessible dès le départ). Il propose un mode deux joueurs en simultané que la difficulté de jeu corsée recommande. 8 mercenaires différents peuvent être incarnés : Lance 'Flash' Gordon, Leroy 'Shades' Henriksen, Stefan 'Ironside' Hunter, Met Steinberg, Athena de Santez, Chronos Warchild, Sandi Kalishnov et Bruce 'Maniac' North. Chacun possède des compétences propres : armement, agilité, résistance et endurance. La jauge de vie se régénère automatiquement durant la partie (la vitesse est lié au critère d'endurance) et des power ups viennent progressivement augmenter la puissance de feu. Le personnage dispose de deux armes (le joueur alterne en appuyant sur une touche du clavier). Les environnements présentent parfois des obstacles derrière lesquels le personnage peut se protéger (les ennemis en font autant).

## Développement
Le développement du jeu a été initié sur Atari ST. Steve Bak (Goldrunner, The Karate Kid Part II, Leatherneck), le « mineur » reconverti développeur de jeux vidéo après un accident de travail, a programmé le jeu. S'il n'est probablement pas le premier anglais à avoir possédé un ST (comme le veut la petite histoire), il fait sans conteste partie des figures qui auront contribué à repousser les limites techniques de la machine. Les graphismes du jeu ont été réalisés par Chris Sorrell (James Pond, MediEvil) et Pete Lyon. La bande-son, « difficile à prendre à défaut », est signée David Whittaker.

## Accueil
Bad Company a été très diversement reçu par la presse spécialisée. Dans Génération 4, les trois testeurs sont unanimes : « bien fait », « prenant », le jeu est « génial », surtout en mode deux joueurs. Pour le magazine anglais ACE, la réalisation bénéficie d'un « grand sens du détail » mais le jeu « manque de profondeur pour donner envie d'y revenir ». Pout Tilt, « Bad est vraiment le mot qui s'applique à ce désastre. Le graphisme est grossier, les couleurs sont affreuses et on cherchera en vain le moindre intérêt à ce jeu ». La version Amiga est jugée « nettement supérieure » cependant.
- ACE 620/1000 • Amiga Format 71% • Joystick 71% • Génération 4 91% • Tilt 5/20 (ST), 10/20 (AM)[réf. souhaitée]